# We Are
We Are (tiếng Thái: We are คือเรารักกัน; RTGS: We Are Khue Rao Rak Kan) là một bộ phim truyền hình Thái Lan phát sóng năm 2024, với sự tham gia của Naravit Lertratkosum, Phuwin Tangsakyuen, Thanawin Pholcharoenrat, Kittiphop Sereevichayasawat, Thanaboon Kiatniran, Tharatorn Jantharaworakarn, Natarit Worakornlertsith, Poon Mitpakdee. Bộ phim dựa trên tiểu thuyết "We are... คือ เรารักกัน" của Thale Huachai (tiếng Thái: ทะเลหัวใจ).
Bộ phim được đạo diễn bởi Siwaj Sawatmaneekul và sản xuất bởi GMMTV. Đây là một trong những dự án phim truyền hình trong năm 2024 được GMMTV giới thiệu trong sự kiện "GMMTV2024 UP&ABOVE" vào ngày 17 tháng 10 năm 2023. Bộ phim được phát sóng vào lúc 20:30 (ICT), thứ Tư trên GMM 25 bắt đầu từ ngày 03 tháng 04 năm 2024.

## Nội dung
Bộ phim nói về cuộc sống hỗn loạn của các sinh viên đại học. Dù có học tập chăm chỉ đến mấy, họ vẫn phải trải qua những câu chuyện khiến họ đau đầu khi vướng vào những khoảnh khác lãng mạn và phức tạp liên tục diễn ra. Chúng ta là kẻ thù , nhưng sau này sẽ trở thành bạn bè lẫn người yêu.Chuyện kể về Phum do Pond Naravit Lertratkosum thủ vai đã vô ý đá trái banh vào bức tranh mà Pheem do Phuwin Tangsakyuen thủ vai đã thức vài đêm liền và tâm huyết vào bức tranh để có thể được trưng bày ở triển lãm của khoa mỹ thuật mà anh đang học khi Phum đá trúng anh không xin lỗi mà còn ghẹo gan Pheem bằng cách nhờ anh nhặt bóng hộ với thái độ đanh đá , Pheem đã đáp trả anh bằng cách đá vào chỗ đó của Phum khiến anh đau đớn và nhục nhã trước toàn trường. Sự việc của họ sẽ được giải quyết ra sao?

## Diễn viên

### Diễn viên chính
- Naravit Lertratkosum (Pond) vai Phum[8]
- Phuwin Tangsakyuen vai Pheem[9]
- Thanawin Pholcharoenrat (Winny) vai Q
- Kittiphop Sereevichayasawat (Satang) vai Toey
- Thanaboon Kiatniran (Aou) vai Tan
- Tharatorn Jantharaworakarn (Boom) vai Khaofang
- Natarit Worakornlertsith (Marc) vai Chain
- Poon Mitpakdee vai Pun

### Diễn viên phụ
- Rutricha Phapakithi (Ciize) vai Fai
- Chayakorn Jutamas (JJ) vai Matthew
- Teeradej Vitheepanich (Tee) vai Mick
- Kirati Puangmalee (Title) vai Kluen
- Phanuroj Chalermkijporntavee (Pepper) vai Beer (bạn của Phum)
- Weerayut Chansook (Arm) vai Oh
- Tachakorn Boonlupyanun (Godji) vai Pui
- Thanaboon Wanlopsirinun (Na) vai Po
- Nattharat Kornkaew (Champ) vai Ueai

## Nhạc phim
| We Are คือเรารักกัน OST | We Are คือเรารักกัน OST           | We Are คือเรารักกัน OST | We Are คือเรารักกัน OST |
| STT                  | Nhan đề                        | Ca sĩ | Thời lượng           |
| -------------------- | ------------------------------ | --- | -------------------- |
| 1.                   | "เรามีเรา (We Are)"             | Naravit Lertratkosum, Phuwin Tangsakyuen, Thanawin Pholcharoenrat, Kittiphop Sereevichayasawat, Thanaboon Kiatniran, Tharatorn Jantharaworakarn, Natarit Worakornlertsith, Poon Mitpakdee | 3:30                 |
| 2.                   | "นานตลอดกาล (We Are Forever)"  | Phuwin Tangsakyuen | 3:30                 |
| 3.                   | "หมดมุก" (Jokester)             | Aou Thanaboon, Boom Tharatorn | 2:51                 |
| 4.                   | "แค่ในวันนั้น" (Truth In The Eyes) | Pond Naravit, Phuwin | 3:59                 |
| 5.                   | "คิดถึงฉันใช่ป่ะ" (Missing Me?)     | Winny Thanawin, Satang Kittiphop | 3:13                 |
| 6.                   | "แอบเพื่อน" (Hidden Love)        | Marc Natarit, Poon | 3:07                 |

## Sản xuất
Ban đầu, vai diễn Pun sẽ do Thanik Kamontharanon (Pawin) thủ vai theo thông báo tại buổi họp báo "GMMTV2024 UP&ABOVE". Tuy nhiên, nam diễn viên đã vướng vào một cuộc tranh cãi từ dư luận về những cáo buộc bạo hành bạn gái cũ. Ngày 27 tháng 2 năm 2024, GMMTV đã tiến hành đình chỉ công việc vô thời hạn do anh ấy đang bị vướng vào tố tụng.
Ngày 29 tháng 2 năm 2024, GMMTV đưa ra thông báo thay đổi diễn viên thành Poon Mitpakdee với tuyên bố rằng các phân cảnh của Pawin sẽ lên lịch ghi hình lại.